# Waddenweg
De Waddenweg is een straat in Amsterdam-Noord en begint voor het doorgaande verkeer als een voortzetting van de Meeuwenlaan daar waar deze bij de Nieuwendammerdijk en Leeuwarderweg een scherpe bocht naar rechts maakt.

## Beschrijving

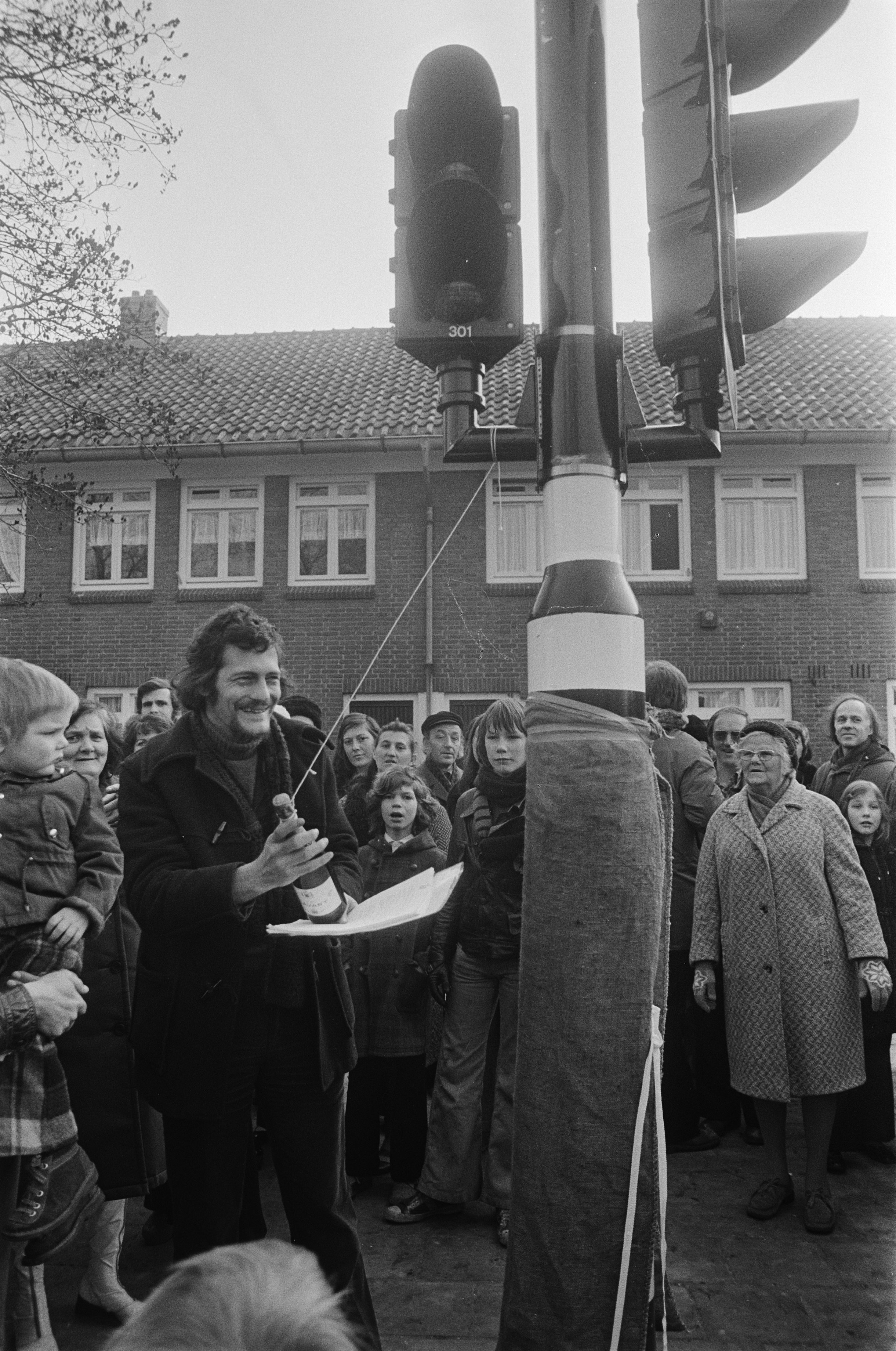
Stoplicht Waddenweg wordt door wethouder Riethof in gebruik gesteld in 1975

De weg vormt samen met de Meeuwenlaan een van de verbindingsroutes tussen winkelcentrum Boven 't Y en het IJ. Vervolgens kruist de straat de Waddendijk, Ringsloot en de Rode Kruisstraat waarna de straat halfhoog wordt voortgezet en verder de Nieuwe Purmerweg kruist en eindigt bij het Buikslotermeerplein/Loenermark.
Het eerste gedeelte kent voornamelijk vooroorlogse laagbouw met enkele winkels, terwijl het tweede gedeelte scholen, een politiebureau en vooral hoogbouw kent, waaronder Plan van Gool, Loenermark, het stadsdeelkantoor en het winkelcentrum.
Haaks op de straat loopt de Waddendijk van de Texelweg in het westen evenwijdig aan de ringsloot van het Buikslotermeer waarna de straat overgaat in de Rode Kruisstraat. Hier bevindt zich voornamelijk vooroorlogse laagbouw.
Vanwege de gescheiden verkeersstromen ontwierp Dirk Sterenberg van de Dienst der Publieke Werken een aantal kunstwerken: brug 939 en brug 961 alsmede de Het Breedbrug. Zijn grootste bouwwerk hier, de Buikslotermeerpleinbrug maakte net vijftig jaar vol, voordat het in 2020 werd gesloopt. Hierdoor eindigt de weg nu bij het Buikslotermeerplein in plaats van bij de IJdoornlaan waar de weg overging in de H. Cleyndertweg.

## Vernoeming
Het eerste vooroorlogse gedeelte van de straat en de Waddendijk werden bij een raadsbesluit van 18 maart 1931 vernoemd naar de wadden, ondiepte aan de vastelandzijde van de in deze wijk benoemde waddeneilanden die bij laag water droog vallen. De naoorlogse verlenging van de straat en het Waddenwegviaduct kreeg zijn naam op 3 april 1968.